# 紅色味道
《紅色味道》（韓語：빨간 맛）是韓國女子音樂組合Red Velvet第一张韓語夏日迷你專輯《The Red Summer》的主打曲，於2017年7月9日發行。歌曲讲述夏日的爱情，充满了夏天活力和氣氛。
《紅色味道》在韓國時間中午12時在各大音源網站公開。在音源公開兩小時后，除Mnet實時榜單暫居三位外，其餘榜單實時一位All Kill。同時Melon首個小時收聽人數達成5万3000次。同时，歌曲也登上Gaon單曲榜的第一位。